# أشناواي
أشناواي إحدى قرى مركز السنطة التابع لمحافظة الغربية بجمهورية مصر العربية.

## التاريخ
هي قرية قديمة ايمها الأصلي إشنوية وردت بهذا الاسم في قوانين الدواوين لابن مماتي من أعمال السمنودية وفي التحفة السنية لابن الجيعان من أعمال الغربية. وردت باسم إشنويه الغنم في دليل عام 1224 هـ وباسم إشناواى الغنم في دليل 1228 هـ. ذكرت باسم اخناواى في تعداد 1882.
ذكرها علي مبارك في كتابه الخطط التوفيقية باسم "اشنواي"، حيث ذكر أنها من قرى مديرية الغربية بقسم الجعفرية، وأن بها مسجد ذا منارة ومعملان دجاج وضريحين، وأن جملة أهلها 600 نسمة. أصدرت نظارة الداخلية قرارا في سنة 1939 بتغير اسم القرية إلى إشناوى.

## السكان
بلغ عدد سكان أشناواي 15,008 نسمة حسب تقدير عام 2018.
| السنة  | 1882 | 1897 | 1907 | 1927 | 1947 | 1960 | 1976 | 1986 | 1996 | 2006  | 2018   |
| ------ | ---- | ---- | ---- | ---- | ---- | ---- | ---- | ---- | ---- | ----- | ------ |
| القرية | 2832 | 2562 | 3091 | 3153 | 3232 | 3841 | 4508 | 6028 | 7741 | 9,003 | 15,008 |